# Brattås CK
Brattås Cykelklubb, Brattås CK eller bara Brattås är Orusts enda friidrottsklubb, men har även sektioner för skidor och orientering. Klubben grundades 1933. Klubben håller till i Henån på norra Orust.
Brattås CK har fostrat höjdhopparen och basketspelaren Erik Jakobsson.